# Халфорд Макиндер
Халфорд Джон Макиндер (на английски: Halford John Mackinder) е британски географ и историк, известен като един от основателите на геополитиката и геостратегията. Известен е като рационализатор на британската външна политика от края на 19 и началото на 20 век във връзка с новите световни реалности – разпадането на Съюза на тримата императори и създаването на Тройния съюз. Преформулира в новия контекст старата британска външна политика на „равновесието на силите“ посредством създадената от него концепция на „Хартланд“-а.

## Биография
От 1887 г. преподава география в университета в Оксфорд, докато не е назначен за директор на Лондонското училище по икономика. От 1910 до 1922 г. е член на Камарата на общините, а по време на Гражданската война в Русия (1919 – 1920) е британски специален пратеник в южната част на Русия, за да поддържа връзка с командването на войските на генерал Антон Деникин.

## Геполитически разработки
Макиндер публикува своя основен труд „Географска ос на историята“ (на английски: Geographical pivot of history) през 1904, в който извежда и същевременно въвежда в науката понятието и концепцията за Хартланда, която концепция е контрапункт на морската геостратигечска концепция на Алфред Махеан от 1890. Често неточно и не съвсем коректно в науката за геополитиката публикуването на тази негова разработка се счита за началото на геополитиката като наука, въпреки че, Макиндер не използва този термин.
Според геополитическата карта на Макиндер, земята е разделена на три области – централна, вътрешен (маргинален) полукръг и външен (островен, изолиран) полукръг. Централната част дава и наименованието на тази теория, това е Хартландът (на английски: heartland – важна област, област от съществено значение), който за Макиндер е Северна Азия и Близкия изток, около който са разположени вътре в дъгата Европа – Арабия – Индокитай, а в периферна дъга Северна Америка – Южна Америка – части от Африка – Австралия.
Макиндер, в различие от повечето си сънародници, дава повече тежест на геополитическото положение на държавата като стойността на масата, т.е. на земната и повърхност, отколкото на морската ѝ мощ, с което преформулира фундаменталния постулат на английската външна политика от 16 до 19 век. През 1919 г., непосредствено след Първата световна война, излиза неговия втори труд – „Демократичните идеали и реалността“, където той формулира и извежда тази максима, както следва: „Който управлява Източна Европа, управлява Хартланда, който владее Хартланда владее Евразия или сърцевината на т.нар. световен остров, а който владее Световния остров (29% от площта на Земята е суша), управлява света“.
През 1943 г., решаваща за изхода на Втората световна война, излиза третата поредна разработка на Макиндер – „Кръглата земя и постигането на мира“, в която драстично преработва и преобръща предходното си схващане за Хартланда, излагайки възгледите си да бъдещия световен ред след Втората световна война. В работата си Макиндер въвежда нова геополитическа ос около САЩ, обосновавайки идеята за създаването на геополитическите блокове и предвиждайки създаването на двуполюсния свят, който ще се върти около две противоположни оси: Съединените щати и Съветския съюз (Hartland). Ето защо, Макиндер се счита за „баща“ на евроатлантизма, често твърде неточно приеман от поддръжниците на тезата за основател на науката геополитика.
В опозиция на Макиндер е бащата на немската геополитическа школа Карл Хаусхофер, чийто ученици са двамата първи мъже в Третия Райх – Адолф Хитлер и Рудолф Хес. На теорията на Макиндер, Хаусхофер противопоставя знаменитата си идея за „континентален блок“ – Берлин-Москва-Токио. Впоследствие посредством Антикоминтерновския пакт, тази идея е преформулирана чрез създадената ос Берлин-Рим-Токио, но Хаусхофер разбира, че замяната на Москва – в случая центъра на Хартланда, с Рим – към момента център на второстепенна полуостровна държава, прави континенталния блок твърде слаб. По тази причина Хаусхофер е твърд противник на политиката на Йоаким фон Рибентроп, застъпвайки становището, че методът „блицкриг“ е неработещ за овладяване на огромно пространство, каквото е руското.